# Mohamed Abdullah Mahal Habbaniyah
Mohamed Abdullah Mahal Habbaniyah (* 28. März 1991) ist ein irakischer Leichtathlet, der im Mittel- und Langstreckenlauf sowie im Hindernislauf an den Start geht.

## Sportliche Laufbahn
Erste Erfahrungen bei internationalen Meisterschaften sammelte Mohamed Abdullah Mahal Habbaniyah im Jahr 2017, als er bei den Arabischen Meisterschaften in Radès in 15:43,13 min den neunten Platz im 5000-Meter-Lauf belegte. 2019 gelangte er bei den Arabischen Meisterschaften in Kairo mit 3:53,98 min auf Rang acht über 1500 Meter und 2021 wurde er bei den Arabischen Meisterschaften in Radès in 3:45,05 min Fünfter im 1500-Meter-Lauf und gelangte über 5000 Meter mit 15:06,24 min auf Rang sieben. 2023 klassierte er sich bei den Hallenasienmeisterschaften in Astana mit 3:54,79 min auf dem achten Platz über 1500 Meter und wurde in 8:45,04 min 14. im 3000-Meter-Lauf. Ende April belegte er bei den Westasienmeisterschaften in Doha in 3:48,26 min den fünften Platz über 1500 Meter und gewann im Hindernislauf in 8:35,85 min die Bronzemedaille hinter den Katari Yaser Salem Bagharab und Mousab Adam Ali. Anschließend gelangte er bei den Arabischen Meisterschaften in Marrakesch mit 8:39,54 min auf Rang fünf, wie auch bei den Panarabischen Spielen kurz darauf in Algier mit 8:41,17 min. Im Jahr darauf belegte er bei den Hallenasienmeisterschaften in Teheran in 8:42,05 min den siebten Platz über 3000 Meter und gelangte mit 4:01,64 min auf Rang zehn über 1500 Meter.
In den Jahren 2018 und von 2020 bis 2022 wurde Habbanyiah irakischer Meister im 3000-Meter-Hindernislauf sowie 2018, 2020 und 2021 auch über 1500 Meter.

## Persönliche Bestzeiten
- 1000 Meter: 2:25,52 min, 20. August 2020 in Beirut (irakischer Rekord)
- 1500 Meter: 3:45,05 min, 17. Juni 2021 in Radès
  - 1500 Meter (Halle): 3:46,67 min, 27. Februar 2021 in Istanbul
  - 3000 Meter (Halle): 8:16,08 min, 21. Januar 2024 in Istanbul (irakischer Rekord)
- 5000 Meter: 14:00,56 min, 5. Juni 2021 in Bursa (irakischer Rekord)
- 3000 m Hindernis: 8:35,85 min, 26. April 2023 in Doha (irakischer Rekord)